# Nikolaus Wachsmann
Nikolaus Wachsmann (1971) is hoogleraar Europese geschiedenis van het departement geschiedenis, afdeling klassieke geschiedenis en archeologie van het Birkbeck College van de Universiteit van Londen. In 2004 won Wachsmann de Royal Historical Society Gladstone History Book Prize.

## Publicaties
- KL. A history of the Nazi Concentration Camps (New York, 2015), vertaald in KL. Een geschiedenis van de naziconcentratiekampen (Amsterdam, 2015).
- Die Linke im Visier. Zur Errichtung der Konzentrationslager 1933 (Göttingen, 2014), in samenwerking met professor Sybille Steinbacher
- The Nazi Concentration Camps, 1933-1939: A Documentary History (Lincoln, 2012), in samenwerking met Christian Goeschel
- Concentration Camps in Nazi Germany: The New Histories (Londen, 2010), in samenwerking met professor Jane Caplan
- "Before the Holocaust: New Approaches to the Nazi Concentration Camps, 1933-1939", speciale uitgave in Journal of Contemporary History 45 (2010), Nr. 3, in samenwerking met Dr. Christian Goeschel
- Hitler's Prisons: Legal Terror in Nazi Germany (New Haven: Yale University Press, 2004), vertaald als Hitlers gevangenissen. De rechtsorde in nazi-Duitsland (Amsterdam/Antwerpen, 2004).